# Fluridon
Fluridon ist eine organische fluorhaltige Verbindung aus der Klasse der stickstoffhaltigen Heterocyclen, die als Unkrautvernichtungsmittel (Herbizid) eingesetzt wird. Das Herbizid wirkt durch Hemmung der Phytoen-Desaturase in der Carotinoid-Biosynthese.
Außerdem hemmt Fluridon die Bildung des Phytohormons Abscisinsäure.

## Geschichte
Fluridon wurde 1977 von Elanco (heute Dow AgroSciences) eingeführt.

## Verwendung
Fluridon wird als selektives, systemisches Herbizid zur Kontrolle von einjährigen Pflanzen wie Gräsern und auch von Wasserpflanzen (Wasserunkraut) in Teichen und Seen verwendet.

## Zulassung
In den Staaten der EU und in der Schweiz sind keine Pflanzenschutzmittel mit diesem Wirkstoff zugelassen.

## Toxikologie und medizinische Nebeneffekte
Fluridon wirkt stark giftig auf Säugetiere wie Katzen, Hunde, Hasen und Vögel wie die Wachtel, weniger giftig auf Ratten und den Menschen.
Forscher haben entdeckt, dass Abscisinsäure auch im Erreger der Toxoplasmose vorkommt. Dieser ist für ungeborene Kinder gefährlich, wenn sich ihre Mütter mit dem Erreger während der Schwangerschaft anstecken. Fluridon kann deshalb ebenfalls die Entwicklung des Toxoplasmoseerregers Toxoplasma gondii behindern. Der Erreger wird zwar nicht abgetötet, geht jedoch in einen inaktiven Dauerzustand über.